# 鳩山幸
鳩山幸（1943年6月28日—），日本第93任內閣總理大臣鳩山由紀夫的夫人，本姓楠瀨，曾為寶塚歌劇團星組之成員。她生於中國上海，滿周歲前後因戰亂由母親攜同返回日本，與鳩山結合之前曾有另一段婚姻，是日本史上首位曾經離婚的第一夫人。
鳩山幸以對外星人，靈界等超自然事件的興趣著名，她的公開發言及著作獲國際注目。

## 家庭及生活
鳩山幸是楠瀨幸雄和楠瀨秀子的次女，由上海回國後定居於高知縣，父親不久便單身赴美，幸亦到神戶市的神戶海星女子學院求學。1959年入讀寶塚音樂學校；1961年加入寶塚歌劇團；至1967年辭演，並私奔到美國三藩市與一名日本餐廳經理結婚；1975年與鳩山由紀夫再婚，二人育有一子。

## 被外星人绑架事件
鳩山幸自稱與外星人有過親密接觸的外星人綁架事件。她在2008年出版的著作《我碰到的怪事》中寫道，20年前她在睡夢中被外星人綁架。她說：“當我的身體入睡時，我的靈魂進入了一個三角形的不明飛行物，駛向了金星。那裡真是個美麗的地方，充滿了綠色。” 

## 外部連結
- 鳩山幸：鳩山由紀夫的“生活基石” （页面存档备份，存于）
- 把韓星帶回家　日相夫人鳩山幸被批太超過 （页面存档备份，存于）

| 前任： 麻生千賀子 | 內閣總理大臣夫人 2009年9月16日—2010年6月8日 | 繼任： 菅伸子 |